# Lilian Nalis
Lilian Nalis (Nogent-sur-Marne, 29 de septiembre de 1971) es un futbolista francés. Juega de volante y su primer equipo fue SM Caen. Actualmente es asistente técnico de Franck Haise en el Olympique Gymnaste Club de Niza de Francia.

## Clubes
| Club              | País                  | Año       |
| ----------------- | --------------------- | --------- |
| SM Caen           | Bandera de Francia    | 1993-1995 |
| Stade Lavallois   | Bandera de Francia    | 1995-1997 |
| EA Guingamp       | Bandera de Francia    | 1997-1998 |
| Le Havre AC       | Bandera de Francia    | 1998-1999 |
| SC Bastia         | Bandera de Francia    | 1999-2002 |
| AC Chievo Verona  | Bandera de Italia     | 2002-2003 |
| Leicester City FC | Bandera de Inglaterra | 2003-2005 |
| Sheffield United  | Bandera de Inglaterra | 2005      |
| Coventry City FC  | Bandera de Inglaterra | 2005      |
| Plymouth Argyle   | Bandera de Inglaterra | 2006-     |

- Datos: Q1159005
- Multimedia: Lilian Nalis / Q1159005